# Billete de veinte pesos chilenos
El billete de veinte pesos fue parte del sistema monetario chileno desde 1941 hasta 1960. Fue el primer billete emitido por el Banco Central de Chile que contenía el número 2 en su denominación, y fue concebido para conmemorar el cuarto centenario de la fundación de Santiago de Chile.

## Historia
El 27 de septiembre de 1939 el presidente del Banco Central de Chile, Marcial Mora, planteó por primera vez al directorio de la institución la posibilidad de imprimir billetes de 20 pesos. El 25 de octubre de 1939 el directorio acordó imprimir billetes de veinte pesos como parte de las conmemoraciones del cuarto centenario de la fundación de Santiago de Chile, que se celebraría el 12 de febrero de 1941. El 8 de noviembre se acordó que el billete debería poseer un color antifotográfico y tendría dos marcas de agua: una con la cabeza de Caupolicán basada en la escultura de Nicanor Plaza, y otra con la leyenda "veinte pesos".
El anverso del billete presenta un retrato de Pedro de Valdivia, fundador de la ciudad de Santiago, y en el reverso se presentaba una vista del parque del cerro Santa Lucía con el monumento a Pedro de Valdivia realizado por el escultor Aristodemo Costoli e inaugurado en 1877. Los billetes fueron puestos en circulación en los primeros días de febrero de 1941.
Los billetes están firmados por el presidente y el gerente general del Banco Central, existiendo tres variantes:
| Fecha de emisión        | Presidente    | Gerente general |
| ----------------------- | ------------- | --------------- |
| 22 de noviembre de 1939 | Marcial Mora  | Otto Meyerholz  |
| 2 de abril de 1947      | Manuel Trucco | Arturo Maschke  |
| 24 de diciembre de 1947 | Manuel Trucco | Arturo Maschke  |